# Microsoft Office 2000
Microsoft Office 2000 (número de versión Office 9.0)es una versión de la suite ofimática Microsoft Office, desarrollada y comercializada por Microsoft. Fue lanzada el 7 de junio de 1999, siendo la sucesora de Microsoft Office 97 y la antecesora de Office 2002/XP.
Durante su ciclo de vida, se lanzaron un total de tres Service Pack. Particularmente, el primero se denominó Service Release 1 (SR-1), mientras que las actualizaciones subsecuentes pasaron a tener la nomenclatura tradicional de Service Pack. Su soporte inicial finalizó el 30 de junio de 2004, mientras que el extendido culminó el 14 de julio de 2009.
Fue el último lanzamiento en ser compatible con Windows 95 y Windows NT 4.0 Service Pack 3.

## Requisitos
Este lanzamiento de Office requiere de un procesador de 75 MHz o superior (166 MHz para PhotoDraw), 16 MB de memoria RAM (32 MB para las versiones de Windows con núcleo NT) y 189 MB de espacio de disco duro para la edición Standard. Algunas características no fundamentales precisan adicionalmente una conexión a internet y/o un controlador multimedia para funcionar.

## Ediciones
Un total de cinco ediciones fueron lanzadas para Office 2000; Estándar, Small Business, Professional, Premium y Developer. Algunos programas solo se vendieron por separado, si bien forman parte de la suite.
| Programas de Office | Standard | Small Business | Professional | Premium | Developer |
| ------------------- | -------- | -------------- | ------------ | ------- | --------- |
| Word 2000           | Sí       | Sí             | Sí           | Sí      | Sí        |
| Excel 2000          | Sí       | Sí             | Sí           | Sí      | Sí        |
| Outlook 2000        | Sí       | Sí             | Sí           | Sí      | Sí        |
| PowerPoint 2000     | Sí       | No             | Sí           | Sí      | Sí        |
| Publisher 2000      | No       | Sí             | Sí           | Sí      | Sí        |
| Access 2000         | No       | No             | Sí           | Sí      | Sí        |
| Binder 2000         | No       | No             | Sí           | No      | No        |
| FrontPage 2000      | No       | No             | Sí           | Sí      | No        |
| PhotoDraw 2000      | No       | No             | No           | No      | No        |
| Vizact 2000         | No       | No             | No           | No      | No        |
| Project 2000        | No       | No             | No           | No      | No        |
| Visio 2000          | No       | No             | No           | No      | No        |

Existió una sexta versión lanzada exclusivamente para el mercado japonés llamada Office 2000 Personal. Incluía Word, Excel y Outlook.